# Lechbruck am See

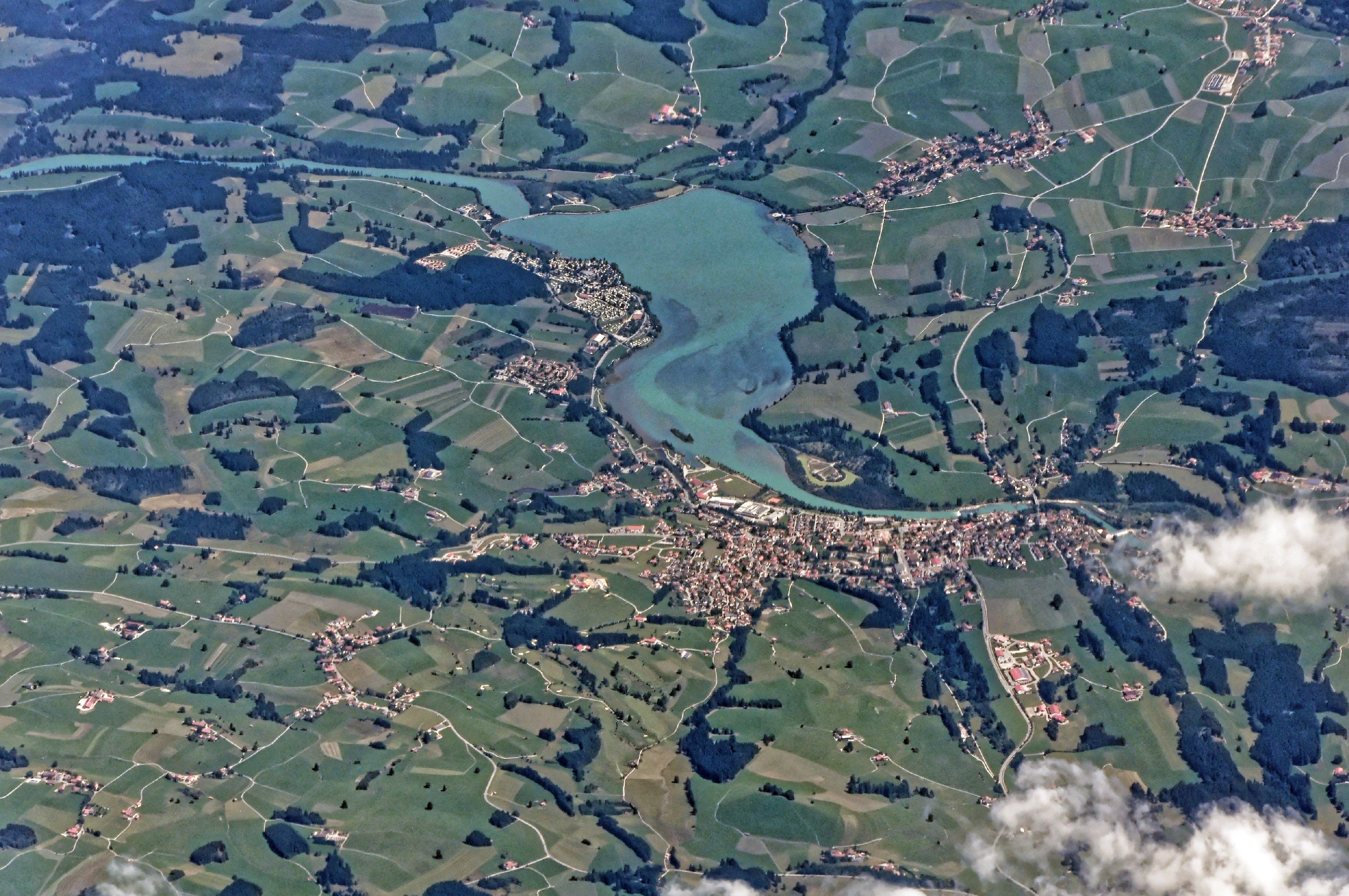
Der Ort von oben

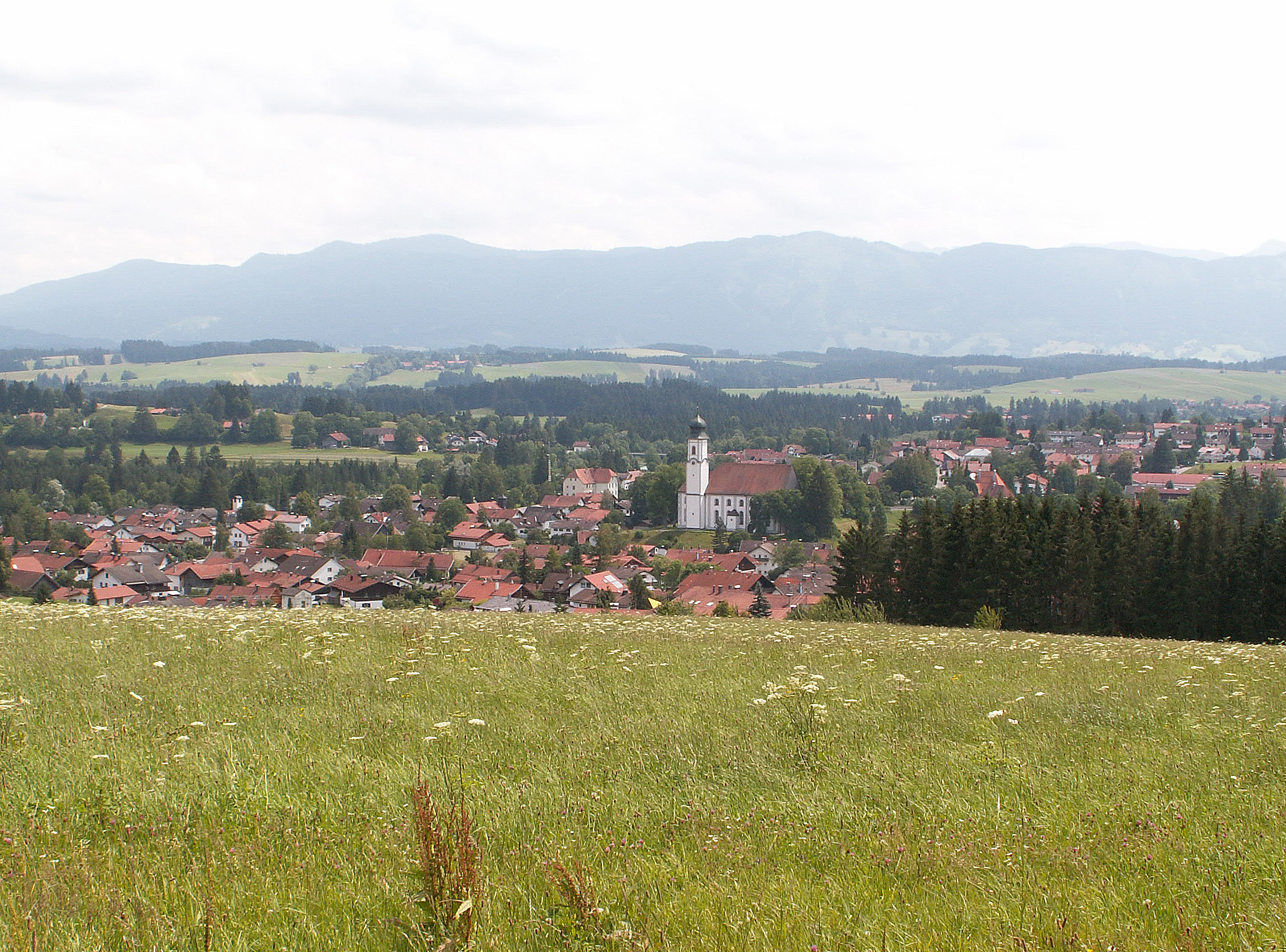
Lechbruck am See

Lechbruck am See (bis 24. Oktober 1999 Lechbruck, Dialekt: Lech) ist eine Gemeinde und ein Pfarrdorf im schwäbischen Landkreis Ostallgäu.

## Geografie
Der Zusatz „am See“ bezieht sich auf den Lechstausee Urspring. Die Gemeinde liegt in der Region Allgäu am Westufer des Lechs. Das Gemeindegebiet liegt in einer Höhe zwischen 715 und 825 m ü. NHN.
Die Gemeinde hat 21 Gemeindeteile (in Klammern ist der Siedlungstyp angegeben):
- Dieswag (Weiler)
- Forsthof (Einöde)
- Furt (Einöde)
- Geisenmoos (Einöde)
- Gogerisch (Einöde)
- Gsteig (Einöde)
- Helmenstein (Dorf)
- Klausmen (Weiler)
- Kurzenhof (Einöde)
- Lechbruck am See (Pfarrdorf)
- Leibenberg (Weiler)
- Leithen (Weiler)
- Oberschlicht (Einöde)
- Rehle (Einöde)
- Reuthen (Weiler)
- Riesen (Einöde)
- Schlüsselhub (Einöde)
- Söld (Einöde)
- Stolzhub (Einöde)
- Unterschlicht (Einöde)
- Wagegg (Weiler)

## Geschichte

### Bis zum 19. Jahrhundert
Lechbruck bestand bis etwa 1777 aus den zwei getrennten Orten Lech und Lechbruck. Der Ortsteil „Lech“ (heute das untere Dorf von Lechbruck) ist 1316 erstmals genannt („Hof ze Lech“). Über den oberen Dorfteil heißt es im Urbar von 1398: „Der Gogers ist ein Gütlein, hat der Pfanzelt von Lechbrug.“ Das ist die älteste Nennung des heutigen Dorfnamens.  Die Ortschaft gehörte zum Hochstift Augsburg. Seit dem Reichsdeputationshauptschluss von 1803 gehört der Ort zu Bayern. Im Zuge der Verwaltungsreformen in Bayern entstand mit dem Gemeindeedikt von 1818 die heutige Gemeinde.
Durch Lechbruck führte ab dem Jahr 20 auf ganzer Länge die Via Claudia Augusta. Ein Teil der Originaltrasse, drei Kilometer nördlich außerhalb des Ortes, rund 500 Meter sind heute noch sichtbar.
Der Ort hatte vor dem Bau der Bahnstrecke Marktoberdorf–Lechbruck und der Lechregulierung eine lange Tradition als „Flößerdorf“. Die mutigen Lechbrucker Flößer waren zuständig für das Flößen von Gebirgshölzern, Stein- und Baumaterial, Holzkohle und Lebensmitteln aus dem oberen Lechtal bis in den Augsburger Raum. Nicht wenige Flöße sind bis 1819 sogar donauabwärts bis nach Wien, Budapest und Belgrad gefahren.
Er wurde immer wieder von Hochwassern heimgesucht: Ingrid Kahlert in der Ortschronik von Lechbruck - In „...Rosina die Magd“ beschreibt Karl Fliegauf, wie sein Großvater nach Lechbruck kam, im „Bäredoanar“ (Baereduanar) Quartier nahm, (das).....Hochwasser....war im Jahre 1879 ...“. K. Fliegauf „An Lech und Ammer“„..als der Maurer mit der erschöpften Rosina ans Ufer stieg... Noch nie wußte man solch ein Hochwasser... der Lech war über die Ufer getreten und wälzte seine schmutziggrauen Wasser als mächtiger Strom durch das Tal....ging...der Thalhofer in sein Stübchen beim „Bäreduanar.“.

### Einwohnerentwicklung
- 1961: 2011 Einwohner
- 1970: 2158 Einwohner
- 1987: 2248 Einwohner
- 1991: 2364 Einwohner
- 1995: 2471 Einwohner
- 2000: 2522 Einwohner
- 2005: 2524 Einwohner
- 2010: 2541 Einwohner
- 2015: 2732 Einwohner
- 2020: 2744 Einwohner[8]

Die Gemeinde wuchs von 1988 bis 2008 um 257 Einwohner bzw. ca. elf Prozent. Zwischen 1988 und 2018 wuchs die Gemeinde von 2254 auf 2684 um 430 Einwohner bzw. um 19,1 %.

## Politik

### Bürgermeister
Werner Moll (Freie Wählergemeinschaft Lechbruck am See) ist seit 1. Mai 2020 Erster Bürgermeister. Dieser wurde bei zwei Mitbewerbern im ersten Wahlgang mit 67,82 % der Stimmen gewählt. Sein Vorgänger war von Mai 2008 bis April 2020 Helmut Angl (Freie Wählergemeinschaft), der nicht mehr für eine weitere Amtszeit kandidierte.

### Gemeinderat
Die Wahl am 15. März 2020 hatte folgendes Ergebnis erbracht:
- CSU: 6 Sitze (40,0 %)
- Freie Wählergemeinschaft Lechbruck: 8 Sitze (60,0 %).

Die Wahlbeteiligung betrug 66,55 %.

### Wappen
| Wappen Gde. Lechbruck am See | Blasonierung: „In Silber eine durchgehende rote Steinbrücke über blauen Wellen, darüber schwebend gekreuzt ein schwarzes Floßruder und ein schwarzer Flößerhaken.“ |
| Wappen Gde. Lechbruck am See | Wappenbegründung: Im 15. und 16. Jahrhundert waren die beiden Gemeindeteile Lech und Lechbruck eigene Dörfer, sie hießen auch unteres und oberes Dorf. Das obere Dorf lag an der Lechbrücke. Die Steinbrücke steht also redend für den Ortsnamen. Die Wellen stellen den Lech dar sowie die Wasserkraft, die seit der Erbauung eines Kraftwerks hier gewonnen wird. Haken und Ruder versinnbildlichen die Bedeutung des Ortes als ehemaliges Flößerdorf bis Anfang des 20. Jahrhunderts. Die Farben Rot und Silber erinnern an das Hochstift Augsburg, das bis zur Säkularisation 1803 Grund- und Gerichtsherr in Lechbruck war. Dieses Wappen wird seit 1956 geführt. |

### Partnerschaften
Am 28. Juni 2012 hat der Stadtrat von Düren den Abschluss eines Partnerschaftsvertrages zwischen den Stadtteilen Lendersdorf und Lechbruck am See beschlossen. Es besteht außerdem eine Partnerschaft mit der brandenburgischen Stadt Wildau.

### Auerbergland
Lechbruck ist eine Mitgliedsgemeinde der die Grenzen der Regierungsbezirke Schwaben und Oberbayern überschreitenden interkommunalen Allianz „Auerbergland“.

## Kultur und Sehenswürdigkeiten

### Baudenkmäler
- Katholische Pfarrkirche Mariä Heimsuchung

### Sonstige Bauwerke
Die Jakobskapelle auf der Gsteig wurde 2018 erbaut und liegt am Münchner Jakobsweg.

### Sport
- Eissportverein ERC Lechbruck
- Motorsportclub MSC Lechbruck
- SV Lechbruck am See

### Kultur
- Musikverein Lechbruck
- Jugendkapelle Lechbruck
- Flößermuseum im historischen Ständerhaus

## Wirtschaft und Infrastruktur

### Wirtschaft einschließlich Land- und Forstwirtschaft
Im Jahr 2020 gab es in der Gemeinde 545 sozialversicherungspflichtige Arbeitsplätze. Von der Wohnbevölkerung standen 1087 Personen in einem versicherungspflichtigen Beschäftigungsverhältnis. Damit war die Zahl der Auspendler um 543 Personen größer als die der Einpendler. 56 Einwohner waren arbeitslos. 2020 gab es 27 landwirtschaftliche Betriebe.

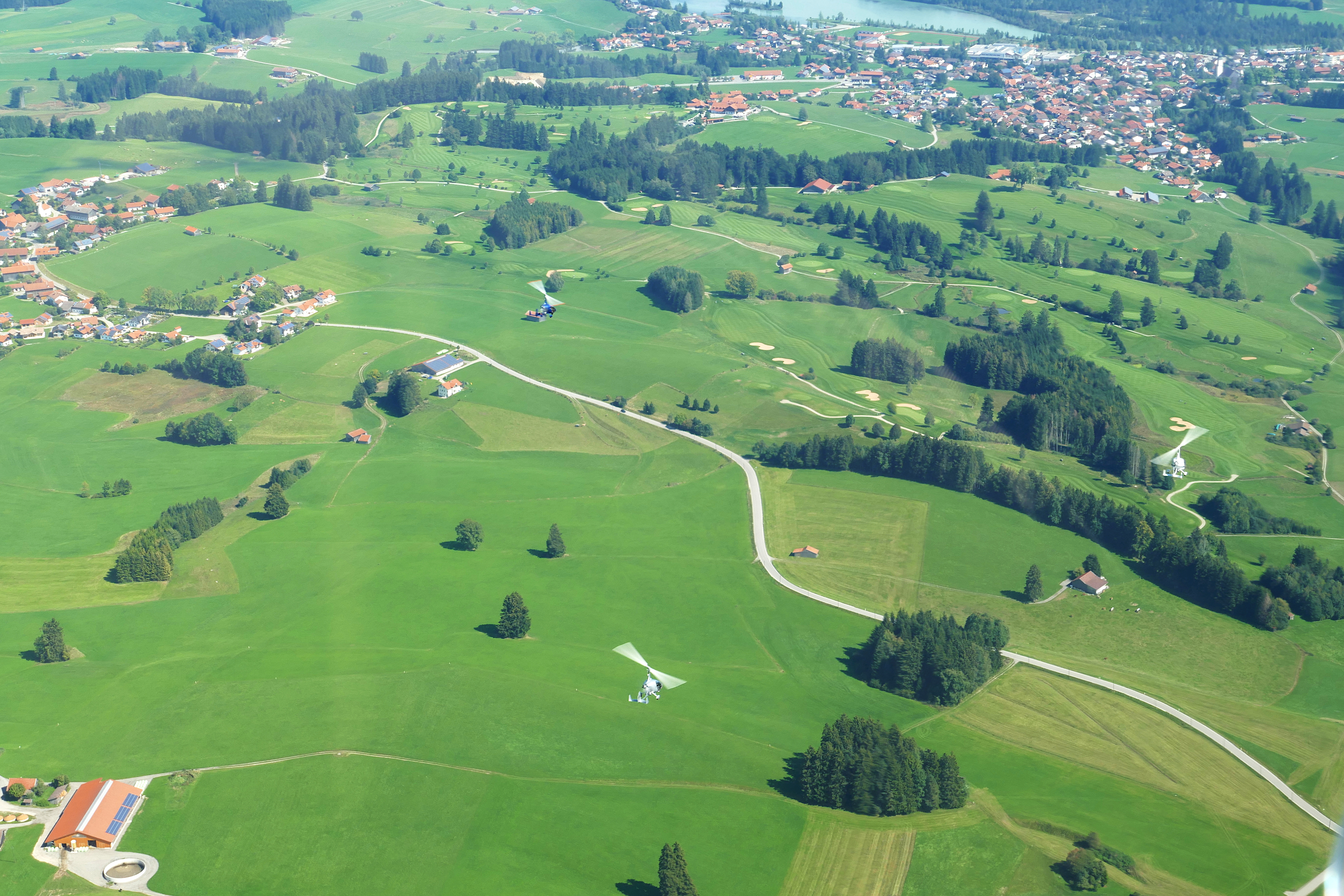
Golfclub "Auf der Gsteig" bei Lechbruck am See

### Tourismus
Eine immer größere Bedeutung kommt dem Tourismus zu. Die landschaftlich schöne Lage am Lech bzw. dem sich östlich anschließenden Lechsee Urspring (Ortsteil von Steingaden) mit freiem Blick auf das Alpenpanorama haben private Investoren dazu angeregt, in Lechbruck am See u. a. das autofreie Ferienhausgebiet „Hochbergle“ (1981), einen großen Caravan- und Campingplatz (jeweils am nördlichen Seeufer) sowie die aussichtsreiche 18-Loch-Golfanlage „Golfclub Auf der Gsteig“ zu bauen. Dazu kommen einige Gasthäuser sowie zahlreiche Privatpensionen. Aktivitäten sind sowohl im Winter (Skilauf alpin und Langlauf, Eislauf) als auch im Sommer (Wassersport, Floßfahren, Riverrafting, Reiten, Wandern, Radfahren usw.) möglich. Durch die Gemeinde führen die Radfernwege Lechradweg, Via Claudia Augusta und Schlossparkradrunde sowie die regionalen Radwanderwege Dampflokrunde und Panorama-Runde.

### Verkehr
Die Staatsstraße 2059 führt östlich nach ca. 4 km zur Bundesstraße 17.
Seit Mai 2024 hält der DAV BergBus (Linie 996) Richtung Wieskirche und München-Pasing in Lechbruck am See. Die Buslinie wird nur während der Sommersaison am Wochenende bedient und liegt komplett im Tarifgebiet des MVV.

### Bildung
Es gibt folgende Einrichtungen (Stand: 2018):
- Kindergärten: 101 Kindergartenplätze mit 65 Kindern
- Volksschulen: eine mit 4 Klassen und 81 Schülern

## Persönlichkeiten

### Söhne und Töchter der Gemeinde
- Jakob Knappich (1866–1944), Firmengründer von KUKA
- Ludwig Schön (1883–1945), Oberwerkmeister und römisch-katholischer Märtyrer
- Georg Schenk (1901–1992), deutscher Politiker

### Sonstige
- Ernst Münch (1876–1946), deutscher Forstwissenschaftler; verstarb in Lechbruck am See

## Bilder

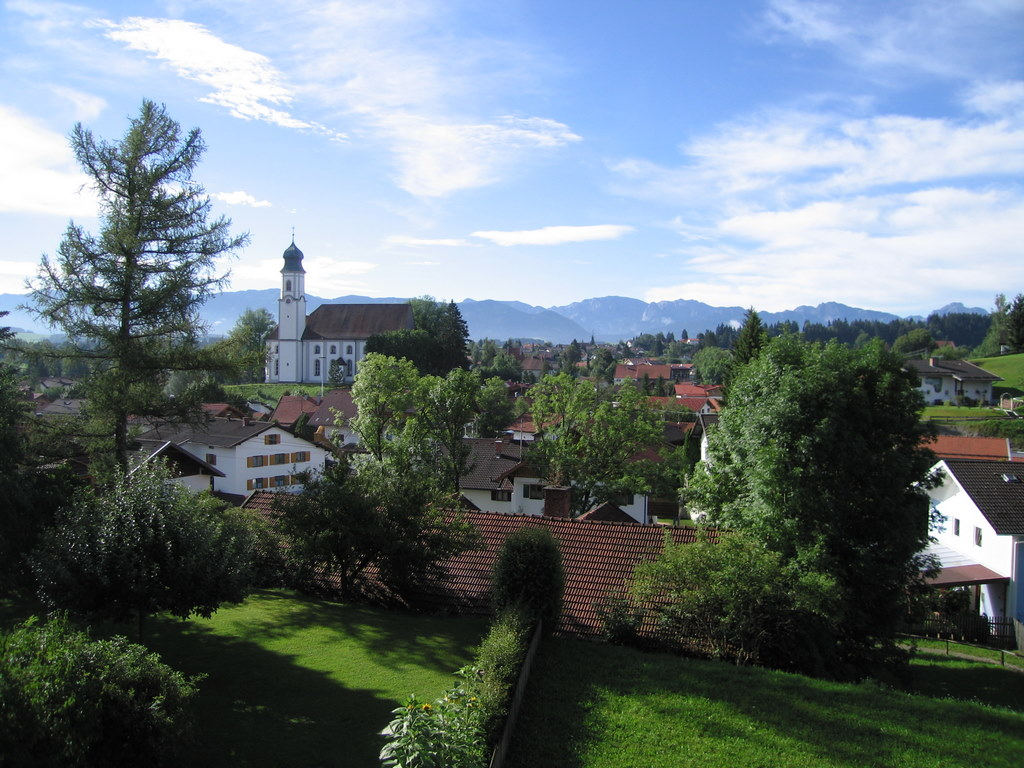
Sommer
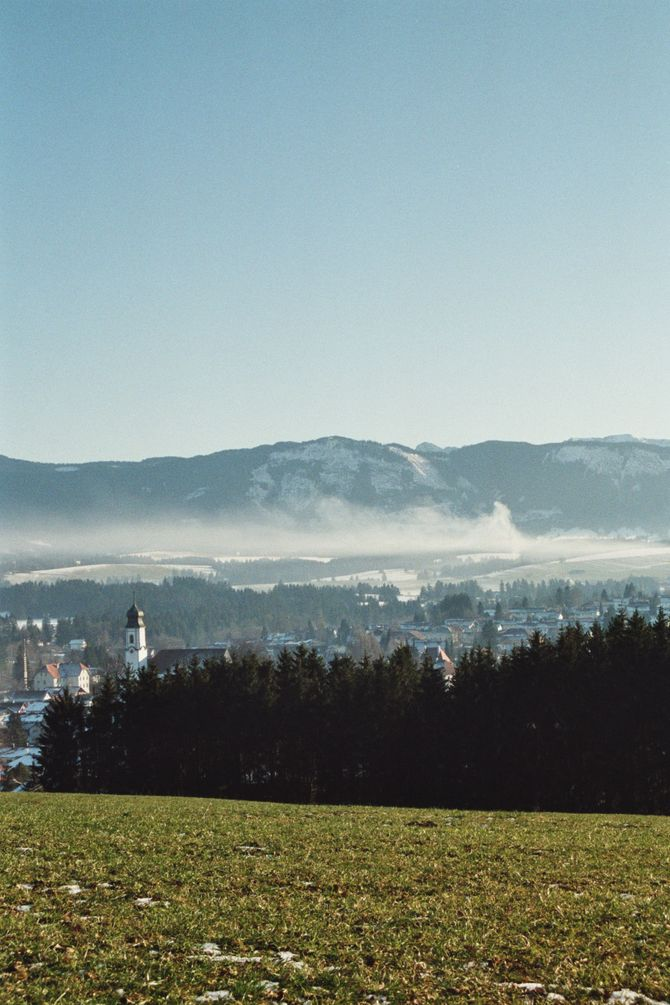
Gsteig
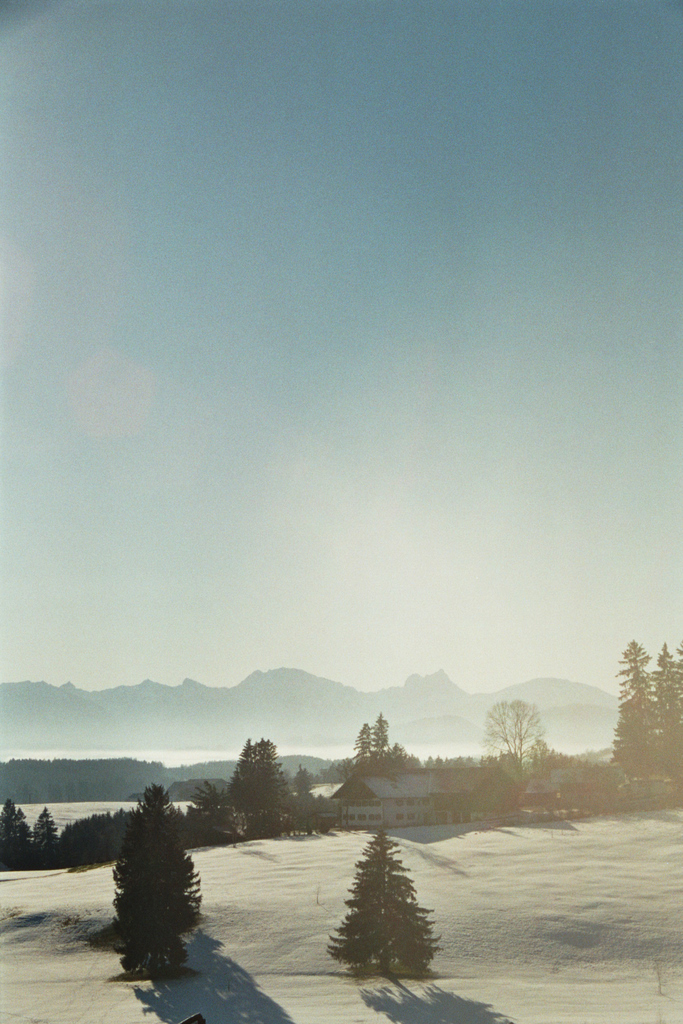
Winter
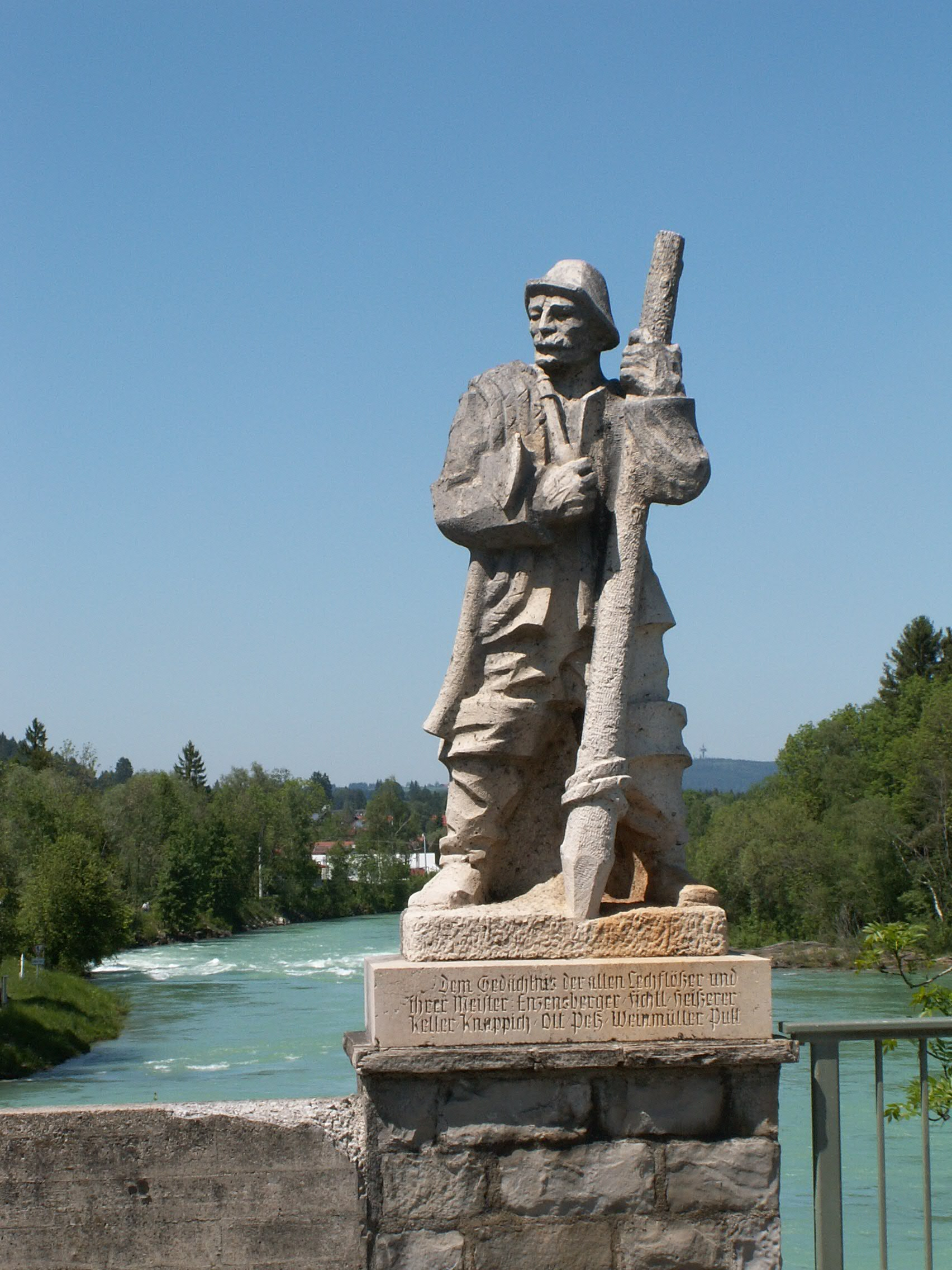
Flößerdenkmal
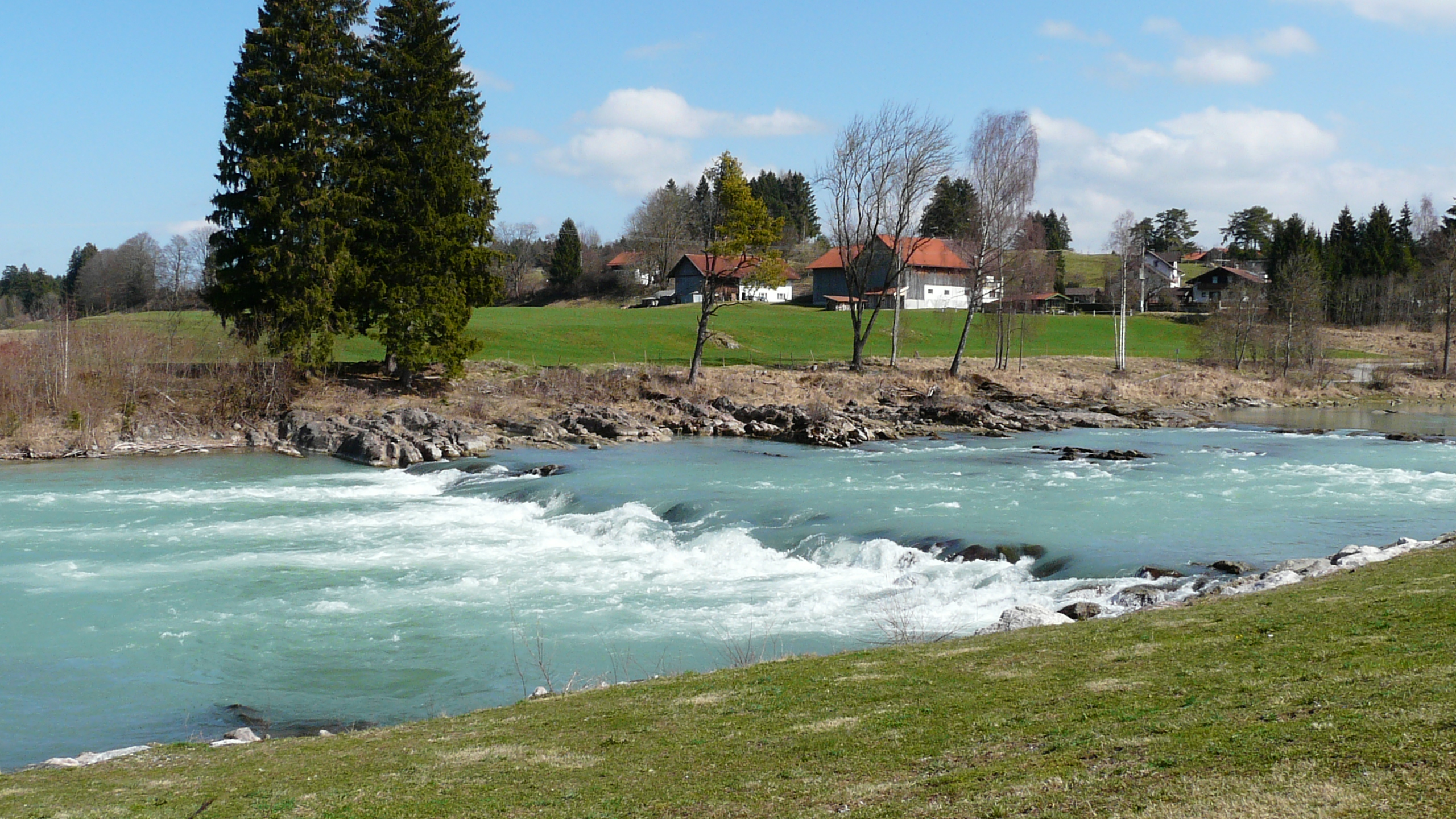
Lech
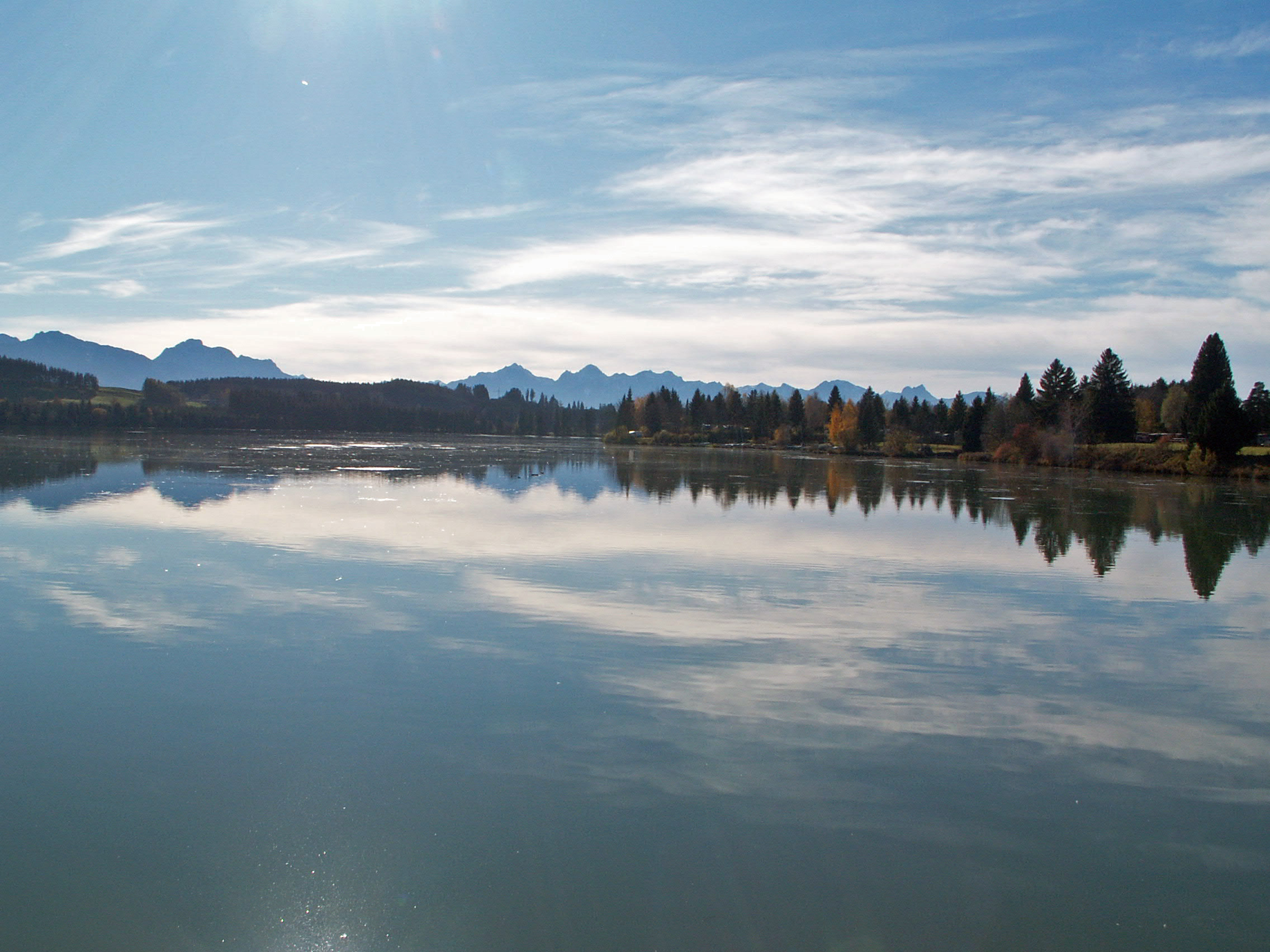
Oberer Lechsee
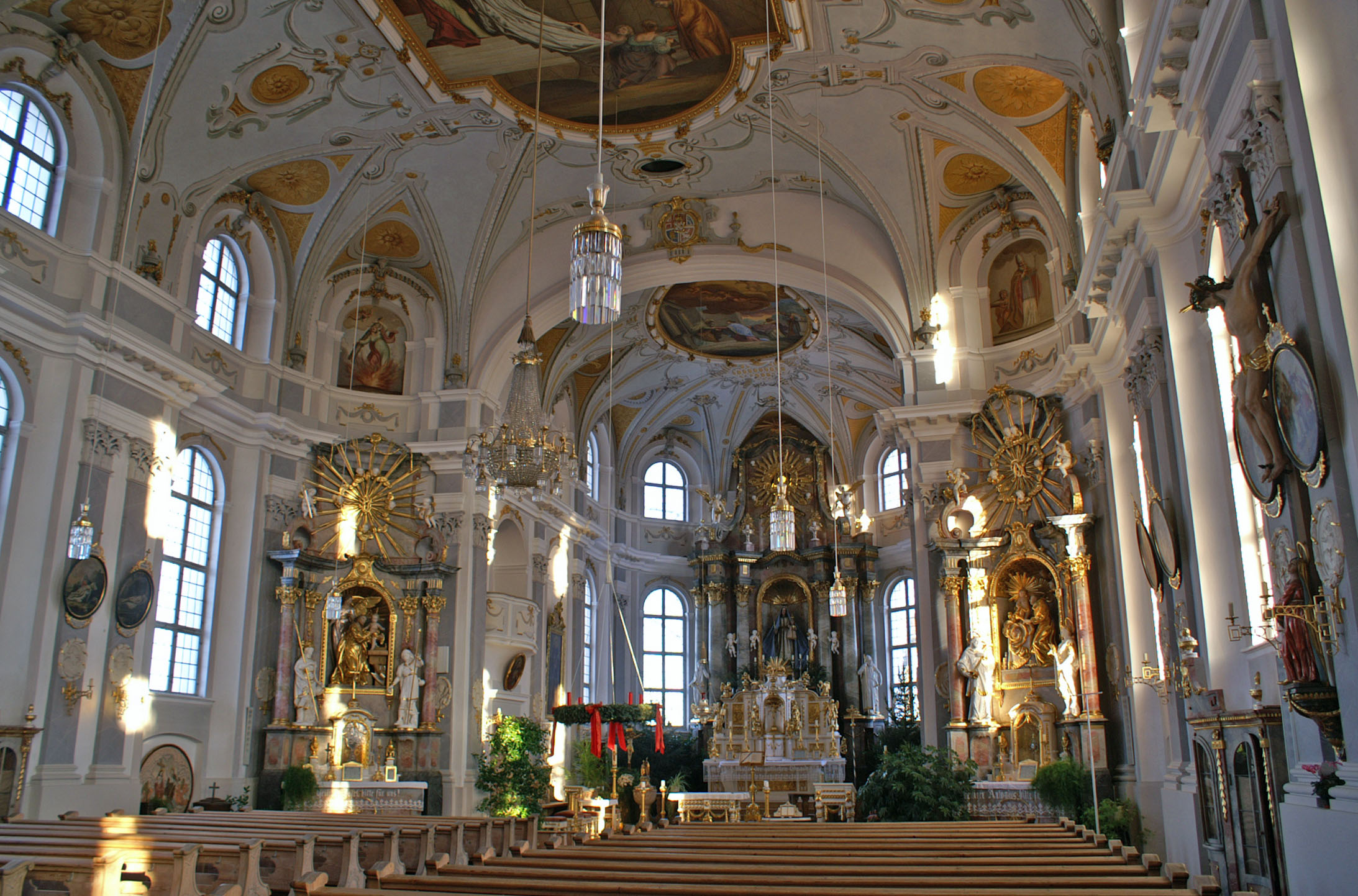
Pfarrkirche
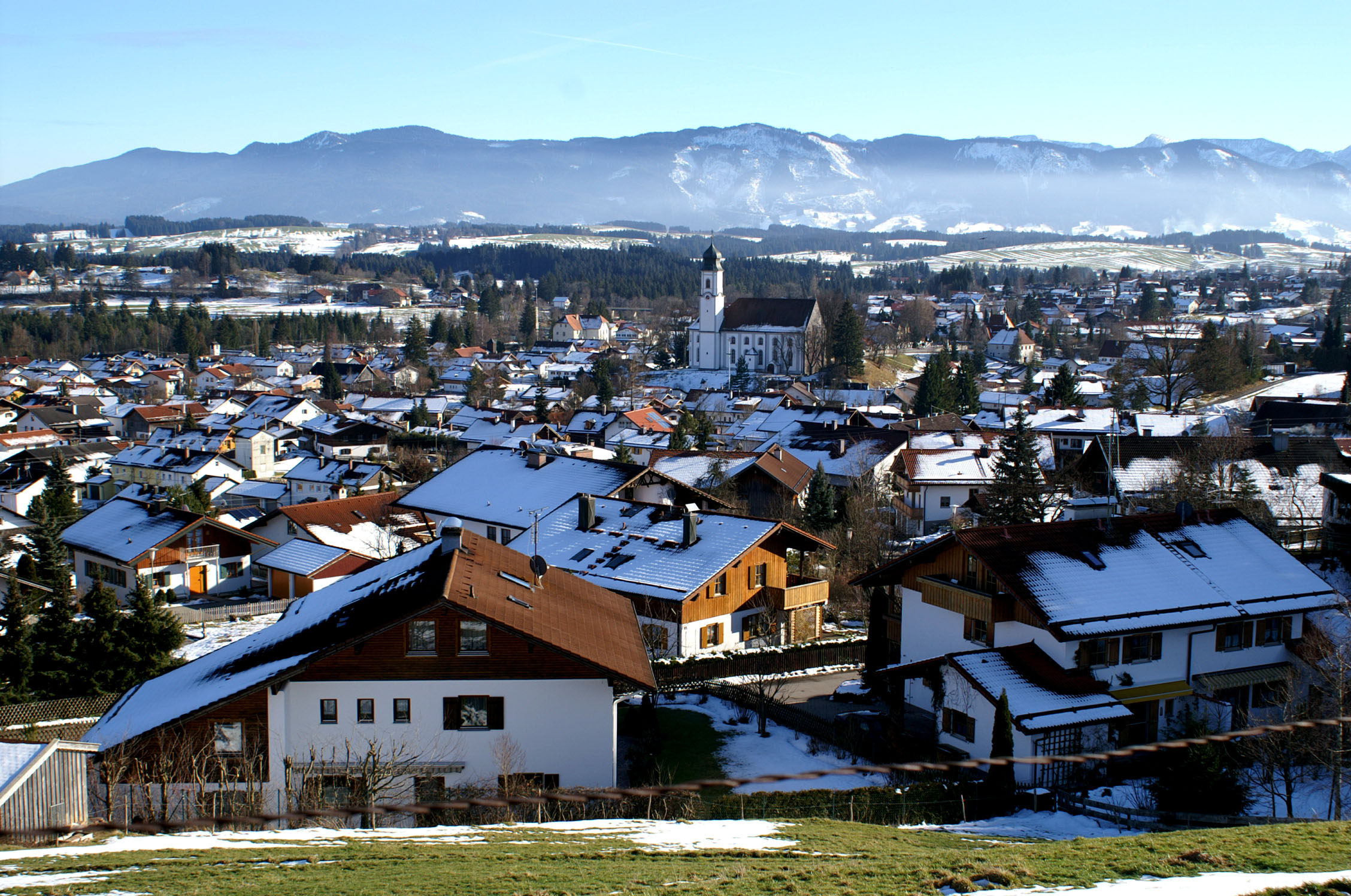
Lechbruck von Nordwesten